# Campbell Baronets
Als Campbell Baronetcies bezeichnet man neunzehn erbliche britische Adelstitel (Baronetcies), die an Personen mit dem Familiennamen Campbell verliehen wurden, davon sechs in der Baronetage of Nova Scotia und dreizehn in der Baronetage of the United Kingdom.

## Verleihungen
Erstmals wurde am 29. Mai 1625 in der Baronetage of Nova Scotia der Titel Baronet, of Glenorchy in the County of Perth, für den schottischen Höfling und Parlamentsabgeordneten für Argyllshire Sir Duncan Campbell geschaffen. Sein Urenkel, der 5. Baronet, wurde 1681 als Earl of Breadalbane and Holland, Viscount of Tay and Paintland und Lord Glenorchy, Benederaloch, Ormelie and Weick zum Peer erhoben. Die Baronetcy war fortan ein nachgeordneter Titel des jeweiligen Earls und ruht seit dem kinderlosen Tod des 10. Earls am 15. Dezember 1995, da seither kein berechtigter Erbe seinen Titelanspruch wirksam vor dem Court of the Lord Lyon nachweisen konnte.
Am 13. Dezember 1627 wurde in der Baronetage of Nova Scotia der Titel Baronet, of Lundy in the County of Forfar, für Colin Campbell geschaffen.
Er war der Sohn des jüngeren Sohnes des Colin Campbell, 6. Earl of Argyll. Der Titel wurde vermutlich mit der Erbregelung verliehen, das er an jeden männlichen Verwandten (heirs male whatsoever) vererbt werden könne und ruht seit dem kinderlosen Tod seines Sohnes, des 2. Baronet, um 1696, zumal der vermutlich nächstberechtigte Erbe, sein Neffe vierten Grades, Archibald Campbell, 10. Earl of Argyll, und dessen Nachfahren den Titel nie wirksam beanspruchten.
Am 24. Januar 1628 wurde in der Baronetage of Nova Scotia der Titel Baronet, of Auchinbreck in the County of Argyll, für Sir Dugald Campbell geschaffen. Der Titel existiert bis heute.
Am 23. Dezember 1628 wurde in der Baronetage of Nova Scotia der Titel Baronet, of Ardnamurchan and Airds in the County of Argyll, für Donald Campbell geschaffen. Der Titel erlosch, als dieser 1651 ohne männliche Nachkommen starb.
Um 1668 wurde in der Baronetage of Nova Scotia der Titel Baronet, of Aberuchil in the County of Perth, für Colin Campbell geschaffen. Der Titel existiert bis heute.
Am 23. März 1679 wurde in der Baronetage of Nova Scotia der Titel Baronet, of Ardkinglass in the County of Argyll, für Colin Campbell geschaffen. Der Titel erlosch beim Tod von dessen Sohn, dem 2. Baronet, am 5. Juli 1752.
Am 17. September 1808 wurde in der Baronetage of the United Kingdom der Titel Baronet, of Succoth in the County of Dumbarton, für den Lord President am Court of Session Ilay Campbell, Lord Succoth, geschaffen. Der Titel erlosch beim Tod von dessen Urururenkel, dem 7. Baronet, am 2. Januar 2017.
Am 6. Mai 1815 wurde in der Baronetage of the United Kingdom der Titel Baronet, of Gartsford in the County of Ross für den Lieutenant-General Alexander Campbell geschaffen. Da alle seine Söhne vor ihm starben, erwirkte er am 3. Juli 1821 eine erneute Verleihung des gleichen Titels an ihn, diesmal mit dem besonderen Zusatz, dass der Titel in Ermangelung eigener männlicher Nachkommen auch an die männlichen Nachkommen seiner beiden ältesten Töchter Olympia und Isabella vererbbar sei. Entsprechend erlosch der 1815 geschaffene Titel bei seinem Tod am 11. Dezember 1824, während der Titel von 1821 an seinen Enkel Alexander Cockburn, den Sohn seiner ältesten Tochter Olympia, fiel, der daraufhin 1825 seinen Familiennamen zu Cockburn-Campbell ergänzte. Letzterer Titel existiert bis heute.
Am 22. Mai 1815 wurde in der Baronetage of the United Kingdom der Titel Baronet, of St Cross Mede, Winchester, in the County of Southampton, für den Major-General Guy Campbell geschaffen. Der Titel wurde mit dem besonderen Zusatz verliehen, der er in Ermangelung eigener männlicher Nachkommen auch an männliche Nachkommen seines Vaters vererbbar sei. Der Titel existiert bis heute.
Am 3. Oktober 1818 wurde in der Baronetage of the United Kingdom der Titel Baronet, of Inverneill in the County of Argyll, für den Lieutenant-General Sir James Campbell geschaffen. Der Titel erlosch, als dieser am 5. Junei 1819 kinderlos starb.
Am 30. September 1831 wurde in der Baronetage of the United Kingdom der Titel Baronet, of New Brunswick, für den Lieutenant-Governor der Kolonie New Brunswick, Major-General Sir Archibald Campbell, geschaffen. Der Titel erlosch, als dessen Nachkomme, der 5. Baronet, am 4. Oktober 1949 starb.
Ebenfalls am 30. September 1831 wurde in der Baronetage of the United Kingdom der Titel Baronet, of Carrick Buoy in the County of Donegal, für Robert Campbell geschaffen. Der Titel erlosch beim Tod des 4. Baronet am 25. Juli 1900.
Ebenfalls am 30. September 1831 wurde in der Baronetage of the United Kingdom der Titel Baronet, of Barcaldine in the County of Argyll, für Duncan Campbell geschaffen. Der Titel existiert bis heute.
Am 11. März 1836 wurde in der Baronetage of the United Kingdom der Titel Baronet, of Dunstaffnage in the County of Argyll, für Donald Campbell, den späteren Lieutenant-Governor von Prince Edward Island, geschaffen. Der Titel erlosch beim Tod seines jüngeren Sohnes, des 3. Baronet, am 8. Juni 1879.
Am 4. Mai 1880 wurde in der Baronetage of the United Kingdom der Titel Baronet, of Blythswood in the County of Renfrew, für den Unterhausabgeordneten Archibald Campbell geschaffen. Am 24. August 1892 wurde er als Baron Blythswood zum Peer erhoben. Da er kinderlos blieb, erlosch die Baronetcy bei seinem Tod am 8. Juli 1908, während der Baronstitel aufgrund einer besonderen Erbregelung an seinen Bruder Sholto Campbell fiel.
Der spätere Major-General John Campbell war der Nachkomme eines Halbbruders des oben genannten 1. Baronet of Ardnamurchan and Airds der Verleihung von 1628 und beanspruchte seit 1853 jenen Titel als 8. Baronet. Der Anspruch wurde nicht anerkannt, da wohl einer seiner Vorfahren unehelich geboren war. Stattdessen wurde ihm am 29. November 1913 wurde in der Baronetage of the United Kingdom der Titel Baronet, of Ardnamurchan in the County of Argyll, neu verliehen, mit dem besonderen Zusatz, dass der Titel hinsichtlich der protokollarischen Rangordnung als bereits 1804 verliehen gelten solle. Sein Enkel, der 3. Baronet, gilt seit Mitte der 1940er Jahre als verschollen. Es ist insofern unklar, ob der Titel bei seinem Tod erloschen ist, oder wegen der Existenz etwaiger Söhne seit seinem Tod ruht.
Am 10. Januar 1917 wurde in der Baronetage of the United Kingdom der Titel Baronet, of Glenavy in the County of Antrim, für den Lord Chief Justice von Irland und späteren Lordkanzler von Irland James Campbell, geschaffen. Am 26. Juli 1921 wurde er als Baron Glenavy zum Peer erhoben. Beide Titel erloschen beim kinderlosen Tod seines Enkels, des 4. Barons, im Juni 1984.
Am 3. Juli 1939 wurde in der Baronetage of the United Kingdom der Titel Baronet, of Airds Bay in the County of Argyll and of Bromley in the County of Kent, für den konservativen Politiker Sir Edward Campbell geschaffen. Der Titel erlosch beim kinderlosen Tod seines Sohnes, des 2. Baronets, am 16. Januar 1954.

## Liste der Campbell Baronets

Wappen der Campbell Baronets, of Glenorchy

### Campbell Baronets, of Glenorchy (1625)
- Sir Duncan Campbell, 1. Baronet (um 1550–1631)
- Sir Colin Campbell, 2. Baronet (um 1577–1640)
- Sir Robert Campbell, 3. Baronet (um 1580–um 1650)
- Sir John Campbell, 4. Baronet (um 1615–um 1670)
- John Campbell, 1. Earl of Breadalbane and Holland, 5. Baronet (1635–1717)
- John Campbell, 2. Earl of Breadalbane and Holland, 6. Baronet (1662–1752)
- John Campbell, 3. Earl of Breadalbane and Holland, 7. Baronet (1692–1782)
- John Campbell, 1. Marquess of Breadalbane, 8. Baronet (1762–1834)
- John Campbell, 2. Marquess of Breadalbane, 9. Baronet (1796–1862)
- John Campbell, 6. Earl of Breadalbane and Holland, 10. Baronet (1824–1871)
- Gavin Campbell, 1. Marquess of Breadalbane, 11. Baronet (1851–1922)
- Iain Campbell, 8. Earl of Breadalbane and Holland, 12. Baronet (1885–1923)
- Charles Campbell, 9. Earl of Breadalbane and Holland, 13. Baronet (1889–1959)
- John Campbell, 10. Earl of Breadalbane and Holland, 14. Baronet (1919–1995) (Titel ruht 1995)

Wappen der Campbell Baronets, of Lundy

### Campbell Baronets, of Lundy (1627)
- Sir Colin Campbell, 1. Baronet († um 1650)
- Sir Colin Campbell, 2. Baronet († um 1696) (Titel ruht um 1696)

Wappen der Campbell Baronets, of Auchinbreck

### Campbell Baronets, of Auchinbreck (1628)
- Sir Dugald Campbell, 1. Baronet (um 1570–1641)
- Sir Duncan Campbell, 2. Baronet († 1645)
- Sir Dugald Campbell, 3. Baronet († um 1661)
- Sir Duncan Campbell, 4. Baronet († um 1700)
- Sir James Campbell, 5. Baronet (um 1679–1756)
- Sir James Campbell, 6. Baronet († 1814)
- Sir Jean Campbell, 7. Baronet (1769–um 1838) (Titel ruht um 1838)
- Sir John Campbell, 8. Baronet (1809–1853) (Titel bestätigt 1847)
- Sir Louis Campbell, 9. Baronet (1844–1875)
- Sir Norman Campbell, 10. Baronet (1846–1901)
- Sir Charles Campbell, 11. Baronet (1850–1919)
- Sir Charles Campbell, 12. Baronet (1881–1948)
- Sir Norman Campbell, 13. Baronet (1883–1968)
- Sir Louis Campbell, 14. Baronet (1885–1970)
- Sir Robin Campbell, 15. Baronet (1922–2016)
- Sir Louis Campbell, 16. Baronet (* 1953)

### Campbell Baronets, of Ardnamurchan and Airds (1628)
- Sir Donald Campbell, 1. Baronet († 1651)

Wappen der Campbell Baronets, of Aberuchil

### Campbell Baronets, of Aberuchil (um 1668)
- Sir Colin Campbell, 1. Baronet († 1704)
- Sir James Campbell, 2. Baronet (um 1672–1754)
- Sir James Campbell, 3. Baronet (1723–1812)
- Sir Alexander Campbell, 4. Baronet (1757–1824)
- Sir James Campbell, 5. Baronet (1818–1903)
- Sir Alexander Campbell, 6. Baronet (1841–1914)
- Sir John Campbell, 7. Baronet (1877–1960)
- Sir Colin Campbell, 8. Baronet (1925–1997)
- Sir James Campbell, 9. Baronet (* 1956)

Titelerbe (Heir apparent) ist der Sohn des aktuellen Titelinhabers, Colin Campbell of Aberuchill (* 1999).

Wappen der Campbell Baronets, of Ardkinglass

### Campbell Baronets, of Ardkinglass (1679)
- Sir Colin Campbell, 1. Baronet (um 1640–1709)
- Sir James Campbell, 2. Baronet (um 1666–1752)

Wappen der Campbell Baronets, of Succoth

### Campbell Baronets, of Succoth (1808)
- Sir Ilay Campbell, 1. Baronet (1734–1823)
- Sir Archibald Campbell, 2. Baronet (1769–1846)
- Sir Archibald Campbell, 3. Baronet (1825–1866)
- Sir George Campbell, 4. Baronet (1829–1874)
- Sir Archibald Campbell, 5. Baronet (1852–1941)
- Sir George Campbell, 6. Baronet (1894–1967)
- Sir Ilay Campbell, 7. Baronet (1927–2017)

### Campbell Baronets, of Gartsford (erste Verleihung, 1815)
- Sir Alexander Campbell, 1. Baronet (1760–1824)

### Campbell Baronets, of St Cross Mede (1815)
- Sir Guy Campbell, 1. Baronet († 1849)
- Sir Edward Campbell, 2. Baronet (1822–1882)
- Sir Guy Campbell, 3. Baronet (1854–1931)
- Sir Guy Campbell, 4. Baronet (1885–1960)
- Sir Guy Campbell, 5. Baronet (1910–1993)
- Sir Lachlan Campbell, 6. Baronet (* 1958)

Titelerbe (Heir apparent) ist dessen Sohn, Archibald Campbell (* 1990).

Wappen der Campbell Baronets, of Inverneil

### Campbell Baronets, of Inverneil (1818)
- Sir James Campbell, 1. Baronet (1763–1819)

### Campbell (später Cockburn-Campbell) Baronets, of Gartsford (zweite Verleihung, 1821)
- Sir Alexander Campbell, 1. Baronet (1760–1824)
- Sir Alexander Cockburn-Campbell, 2. Baronet († 1871)
- Sir Alexander Cockburn-Campbell, 3. Baronet (1843–1871)
- Sir Thomas Cockburn-Campbell, 4. Baronet (1845–1892)
- Sir Alexander Cockburn-Campbell, 5. Baronet (1872–1935)
- Sir Thomas Cockburn-Campbell, 6. Baronet (1918–1999)
- Sir Alexander Cockburn-Campbell, 7. Baronet (* 1945)

Titelerbe (Heir apparent) ist der Sohn des aktuellen Titelinhabers, Thomas Cockburn-Campbell (* 1974).

### Campbell Baronets, of New Brunswick (1831)
- Sir Archibald Campbell, 1. Baronet (1769–1843)
- Sir John Campbell, 2. Baronet (1807–1855)
- Sir Archibald Campbell, 3. Baronet (1844–1913)
- Sir Archibald Campbell, 4. Baronet (1879–⚔ 1916)
- Sir William Campbell, 5. Baronet (1880–1949)

### Campbell Baronets, of Carrick Buoy (1831)
- Sir Robert Campbell, 1. Baronet (1771–1858)
- Sir John Campbell, 2. Baronet (1799–1870)
- Sir Gilbert Campbell, 3. Baronet (1838–1896)
- Sir Claude Campbell, 4. Baronet (1871–1900)

Wappen der Campbell Baronets, of Barcaldine

### Campbell Baronets, of Barcaldine (1831)
- Sir Duncan Campbell, 1. Baronet (1786–1842)
- Sir Alexander Campbell, 2. Baronet (1819–1880)
- Sir Duncan Campbell, 3. Baronet (1856–1926)
- Sir Alexander Campbell, 4. Baronet (1848–1931)
- Sir Duncan Campbell, 5. Baronet (1854–1932)
- Sir Eric Campbell, 6. Baronet (1892–1963)
- Sir Ian Campbell, 7. Baronet (1895–1978)
- Sir Niall Campbell, 8. Baronet (1925–2003)
- Sir Roderick Campbell 9. Baronet (* 1961)

Titelerbe (Heir presumptive) ist der Bruder des aktuellen Titelinhabers Angus Campbell (* 1967).

### Campbell Baronets, of Dunstaffnage (1836)
- Sir Donald Campbell, 1. Baronet (1800–1850)
- Sir Angus Campbell, 2. Baronet (1827–1863)
- Sir Donald Campbell, 3. Baronet (1829–1879)

Wappen der Campbell Baronets, of Blythswood

### Campbell Baronets, of Blythswood (1880)
- Archibald Campbell, 1. Baron Blythswood, 1. Baronet (1835–1908)

### Campbell Baronets, of Ardnamurchan (1913)
- Sir John Campbell, 1. Baronet (1836–1915)
- Sir John Campbell, 2. Baronet (1877–1943)
- Sir Bruce Campbell, 3. Baronet (* 1904)

### Campbell Baronets, of Glenavy (1917)
- James Campbell, 1. Baron Glenavy, 1. Baronet (1851–1931)
- Charles Campbell, 2. Baron Glenavy, 2. Baronet (1885–1963)
- Patrick Campbell, 3. Baron Glenavy, 3. Baronet (1913–1980)
- Michael Campbell, 4. Baron Glenavy, 4. Baronet (1924–1984)

Wappen der Campbell Baronets, of Airds Bay

### Campbell Baronets, of Airds Bay (1939)
- Sir Edward Campbell, 1. Baronet (1879–1945)
- Sir Charles Campbell, 2. Baronet (1906–1954)